# Ssh-keygen
ssh-keygen은 안전하지 않은 네트워크를 경유하여 원격 컴퓨터들 간 안전한 셸 세션을 확립하기 위해 다양한 암호학 기법을 사용하는, 유닉스, 유닉스 계열, 마이크로소프트 윈도우에서 볼 수 있는 시큐어 셸(SSH) 프로토콜의 표준 구성 요소이다. ssh-keygen은 인증키를 생성, 관리, 변환하는데 사용한다.

## 지원되는 키 포맷
| 프로토콜 | 세대 |
| -------- | ---- |
| RSA      | 1    |
| DSA      | 2    |
| ECDSA    | 3    |
| ed25519  | 4    |